# Język starochiński
Język starochiński albo archaiczny język chiński – język używany w Chinach w okresie od XI do III wieku p.n.e., nazywanym w chińskiej historiografii okresem rządów dynastii Zhou.

## Język przedarchaiczny
Język archaiczny wywodzi się z języka przedarchaicznego używanego w Chinach przed XI w. p.n.e. Jego brzmienie jest nieznane, bo nie da się go zrekonstruować z nielicznych zabytków piśmienniczych, tj. napisy na kościach wróżebnych. 

## Język archaiczny
Używano go w decydującym okresie chińskiej historii, kiedy zarysowały się najważniejsze kierunki filozoficzne. W tym języku napisano dzieła tj. Dialogi konfucjańskie, Mengzi czy Daodejing.
W późniejszych okresach język pisany był w Chinach wzorowany pod względem słownictwa i gramatyki na języku klasycznych ksiąg. Ten tzw. klasyczny język chiński był używany był w Chinach do początku XX wieku. W nim powstały również pierwsze dzieła literatury japońskiej, koreańskiej i wietnamskiej.

## Rekonstrukcja fonetyki języka archaicznego
Chińscy uczeni nie przywiązywali wagi do badań nad fonetyką starszych form swego języka, a także nad badaniami dialektów. Wynikało to z charakteru chińskiego pisma, w którym jeden znak może mieć wiele lekcji. Zakładano, że odpowiednia lekcja znaków tekstu w języku archaicznym, to taka, która obowiązuje aktualnie.
Tymczasem wiadomo, że w ciągu 3 tys. lat ewolucji języka mówionego zaszły w nim ogromne zmiany. 
Pionierem badań nad fonetyką staro- i średniochińskiego był szwedzki sinolog Bernhard Karlgren.
Wiadomo, że chiński język archaiczny był tonalny i miał cztery tony. Nie wiadomo jednak, jakie było ich brzmienie. 